# ميزاو هينو
ميزاو هينو (باليابانية: 日野 美佐夫) (مواليد 12 أبريل 1973 م)، هو لاعب كرة قدم سابق كان يلعب كمدافع.

## حياته المهنية
انضم إلى دوري فوجيتا الياباني لكرة القدم عام 1992م. في عامه الثاني مع الفريق، فاز الفريق بالدوري الياباني الثاني لكرة القدم وتم ترقيته إلى دوري كرة القدم للمحترفين الياباني في عام 1994م. في عام 1994م، أصبح فوجيتا بيلمار هيراتسوكا وفاز بكأس الإمبراطور 74 بطولة كرة القدم اليابانية في عام 1994م، وهي السنة الأولى بعد الترقية. بقي مع النادي حتى 1994م.